# وست‌هیون-مون‌استون (کالیفرنیا)
وست‌هیون-مون‌استون (به انگلیسی: Westhaven-Moonstone) یک منطقهٔ مسکونی در ایالات متحده آمریکا است که در شهرستان هامبولت، کالیفرنیا واقع شده‌است. وست‌هیون-مون‌استون ۲۱٫۰۵۴ کیلومتر مربع مساحت و ۱٬۲۰۵ نفر جمعیت دارد.